# Problem 3 tijela
Problem 3 tijela (engleski: 3 Body Problem) je američka znanstvenofantastična serija autora David Benioff, D. B. Weiss i Alexander Woo, utemeljena na istoimenoj knjizi Liu Cixina, prvog dijela trilogije "Remembrance of Earth's Past". Sastavljena od osam epizoda, serija je premijerno prikazana 21. ožujka 2024. na streaming platformi Netflix.
Serija je u svibnju 2024. obnovljena za drugu i treću sezonu.

## Radnja
Ye Wenjie je astrofizičarka koja je vidjela kako joj je otac brutalno ubijen tijekom Kineske kulturne revolucije. Kasnije ju je vojska regrutirala zbog svoje znanstvene pozadine i poslala u tajnu radarsku bazu u udaljenoj regiji Kine. Njezina sudbonosna odluka 1960-ih odjekuje prostorom i vremenom skupinom znanstvenika u današnje vrijeme, prisiljavajući ih da se suoče s najvećom prijetnjom čovječanstva.

## Glumačka postava
- Benedict Wong kao Da Shi
- Jess Hong kao Saul Durand
- Jovan Adepo kao
- Eiza González kao Augustina 'Auggie' Salazar
- John Bradley kao Jack Rooney
- Alex Sharp kao Will Downing
- Rosalind Chao kao Ye Wenjie
- Zine Tseng kao Ye Wenjie
- Jonathan Pryce kao Mike Evans
- Ben Schnetzer kao Mike Evans
- Liam Cunningham kao Wade
- Marlo Kelly kao Tatiana
- Sea Shimooka kao Sophon
- Saamer Usmani kao Raj Varma
- Eve Ridley kao sljedbenica
- Tsai Chin kao

## Pregled serije
| Sezona | Sezona | Epizode | Prva objava      | Prva objava      |
| ------ | ------ | ------- | ---------------- | ---------------- |
|        | 1.     | 8       | 21. ožujka 2024. | 21. ožujka 2024. |

### Prva sezona
| Br. | Engleski i hrvatski naslov                               | Redatelj       | Nadnevak objave  |
| --- | -------------------------------------------------------- | -------------- | ---------------- |
| 1.  | "Countdown" / "Odbrojavanje"                             | Derek Tsang    | 21. ožujka 2024. |
| 2.  | "Red Coast" / "Crvena obala"                             | Derek Tsang    | 21. ožujka 2024. |
| 3.  | "Destroyer of Worlds" / "Uništavač svjetova"             | Andrew Stanton | 21. ožujka 2024. |
| 4.  | "Our Lord" / "Svemogući"                                 | Minkie Spiro   | 21. ožujka 2024. |
| 5.  | "Judgment Day" / "Sudnji dan"                            | Minkie Spiro   | 21. ožujka 2024. |
| 6.  | "The Stars Our Destination" / "Zvijezde, odredište naše" | Minkie Spiro   | 21. ožujka 2024. |
| 7.  | "Only Advance" / "Samo ići naprijed"                     | Jeremy Podeswa | 21. ožujka 2024. |
| 8.  | "Wallfacer" / "Zazenari"                                 | Jeremy Podeswa | 21. ožujka 2024. |

## Produkcija
U rujnu 2020. najavljena je serija temeljena na romanu Problem triju tijela, koju su razvili David Benioff, D. B. Weiss, Alexander Woo za Netflix.
Snimanje je započelo 20. studenoga 2022., a odvijalo se u Kini, New Yorku i Londonu.

## Vanjske poveznice
- Službena stranica netflix.com
- Problem 3 tijela u internetskoj bazi filmova IMDb-a